# Carretera de la Rabassada
La carretera de la Rabassada, de vegades escrit l'Arrabassada, al tram barceloní anomenada carretera de Sant Cugat, a Sant Cugat anomenada carretera de Gràcia, i amb el nom oficial de BP-1417 carretera de Gràcia a Manresa, enllaça els municipis de Barcelona i de Sant Cugat del Vallès travessant la serra de Collserola pel coll de l'Erola, amb una longitud total d'11,4 km. El seu flux de trànsit és molt alt (Intensitat Mitjana Diària de vehicles IMD = 7.693), ja que a més d'enllaçar els dos municipis, també és emprada per anar al parc d'atraccions del Tibidabo i les diverses urbanitzacions (Sol i Aire, Can Cortès, les Planes, la Floresta…).
El traçat és molt sinuós a conseqüència de la topografia de la mateixa serra de Collserola. El revolt més conegut i més tancat és el revolt de la Paella, al km 3,8. A mig camí es poden trobar punts d'interès com les ruïnes del Casino de l'Arrabassada, les ruïnes de Can Ribes, la Font Groga o el mirador de la Rabassada.

## Construcció
La construcció d'aquesta carretera era una reivindicació dels pagesos de Sant Cugat, que a mitjans del segle xix era un poble de 2.000 habitants, dedicat principalment a la vinya, i necessitaven un camí més curt, que travessés la serra de Collserola, per portar el vi a vendre a Barcelona. La Diputació de Barcelona va començar les obres, com a camí veïnal, el 1868, obres que van acabar el 1877. Aquest nou accés va propiciar el fenomen dels estiuejants de Barcelona a Collserola, i es van construir les urbanitzacions de segones residències, com són Vista Rica i Can Cortés.
El projecte inicial de la Diputació de Barcelona era unir la Vila de Gràcia (independent de Barcelona fins al 1897) amb Manresa. El 1877 es va construir el tram fins a Sant Cugat del Vallès. Posteriorment es construiria el tram de Sant Cugat a Terrassa, passant per Rubí, amb el nom de BP-1503, o carretera de Rubí. La carretera començava a la Plaça de Lesseps, amb el nom de carretera de Sant Cugat, fins al 1880 que es canvia per Passeig de la Diputació, i el 1917 passa a dir-se Avinguda de la República Argentina. A Sant Cugat, el vial s'anomenava carretera de Gràcia, fins que el 1897 es bateja amb el nom de Passeig de Cánovas del Castillo, víctima del terrorisme anarquista; el 1932 es canvia el nom a Francesc Macià, després de la mort del president de la Generalitat; el 1939, amb l'entrada de les tropes franquistes, es retorna a Cánovas de Castillo; i el 2005 passa a dir-se Avinguda de Gràcia.
La Diputació de Barcelona va gestionar la carretera fins al maig del 2006, que va traspassar la seva gestió a la Generalitat de Catalunya.

## Tramvia de la Rabassada

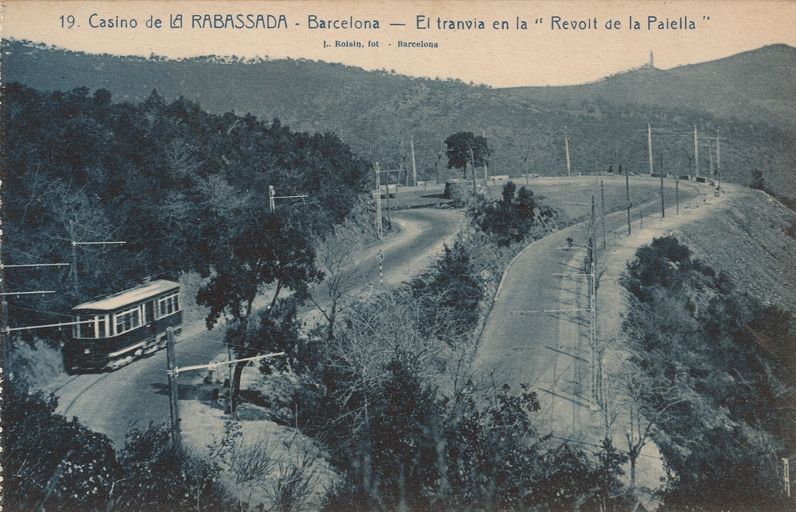
Postal del tramvia de la Rabassada traçant el Revolt de la Paella. Foto de Lucien Roisin Besnard (1912)

Des del 1911 fins al 1938 hi va circular la línia del tramvia de l'Arrabassada, que s'iniciava a la cantonada de l'Avinguda República Argentina i el carrer Craywinckel de Barcelona i, amb un recorregut de 6.942 metres, acabava passat el coll de l'Erola, on comença a baixar la carretera cap a Sant Cugat, lloc on s'hi havia construït el Casino de l'Arrabassada, un hotel i un parc d'atraccions, facilitant-hi així l'accés als usuaris, ja que en aquells temps eren pocs els que tenien automòbil.

## Pujada a la Rabassada

Cartell de la Pujada a la Rabassada de 1953

Entre el 1922 i 1983, la carretera va ser escenari de les curses de vehicles Pujada a la Rabassada (en castellà, Carrera en cuesta de La Rabassada). Organitzada inicialment per la Penya Rhin i recuperada després de la guerra civil espanyola per la Penya Motorista Barcelona, la prova es disputava cap a l'octubre, hi participaven motocicletes i automòbils, i discorria dins el terme municipal de Barcelona, per un tram de vora cinc quilòmetres, en direcció Sant Cugat del Vallès. Arribà a les trenta-quatre edicions i es convertí en una de les pujades clàssiques del calendari automobilístic (a l'última edició hi van participar noms famosos com: Ángel Nieto, Ricardo Tormo, Joan Garriga, Sito Pons o el vencedor, Carles Cardús). La cursa fou puntuable per al Campionat d'Europa de muntanya en una única edició (la de 1931).

## Accidents
En aquesta carretera hi tenen lloc nombrosos accidents de circulació. Entre els anys 2015 i 2020, el tram de la carretera BP-1417 (l'Arrabassada) entre Barcelona i Sant Cugat ha estat el tram de més risc d'accident a Catalunya. S'ha de tenir en compte que en aquest tram en el 80% d'accidents amb MiFG (Mitjana Acc. MiFG= Mitjana anual d'accidents mortals i greus) hi ha estat involucrada una moto. Les principals causes són les infraccions dels conductors per excés de velocitat i per omissió de la conducció defensiva, l'alta població de porcs senglars i les carreres il·legals. Per aquest motiu la Generalitat ha anunciat que posarà un separador de carrils, com el que ja hi ha al revolt de la Paella. Per combatre els accidents a causa dels porcs senglars es va llançar, des del Parc de Collserola, una campanya per conscienciar els veïns d'aquesta serra sobre com han d'actuar amb aquests animals salvatges; el punt més important de la campanya és evitar la domesticació dels senglars, ja sigui donant-los menjar, deixant les escombraries fora dels contenidors o fent-los agafar confiança amb l'espècie humana. Les carreres il·legals han tingut el seu punt final en aquesta carretera: un dels motius ha estat el separador de carrils que es va col·locar al revolt de la paella, que treia emoció per part dels participants d'aquests actes il·legals, i alhora, va evitar avançaments amb visibilitat nul·la.

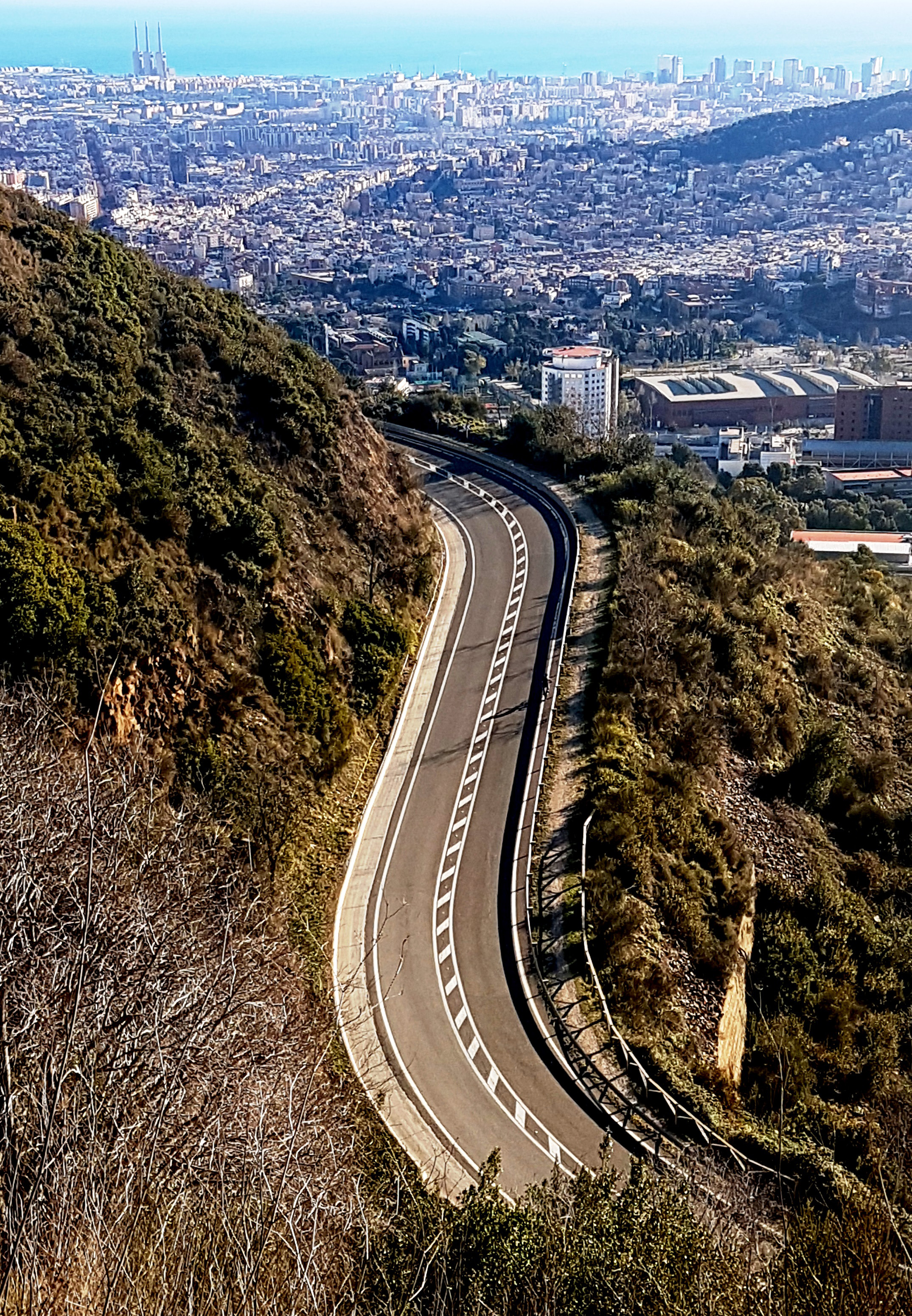
La Rabassada al vessant barceloní, des del mirador de la Rabassada

## Hostal de l'Arengada
Al km 0, a la cruïlla de la carretera amb la carretera de Cornellà a Fogars de Tordera, actual passeig de la Vall d'Hebron, a principis del segle XX hi havia l'Hostal de l'Arengada, parada obligada del tramvia de la Rabassada, i prop de les cotxeres. El dia de la inauguració del Casino de la Rabassada el tramvia es va avariar i els que hi volien pujar es van haver de conformar en quedar-se en aquest hostal. Va ser la seu social del Club de Futbol Penitents als seus inicis.

## Sant Jeroni de la Vall d'Hebron

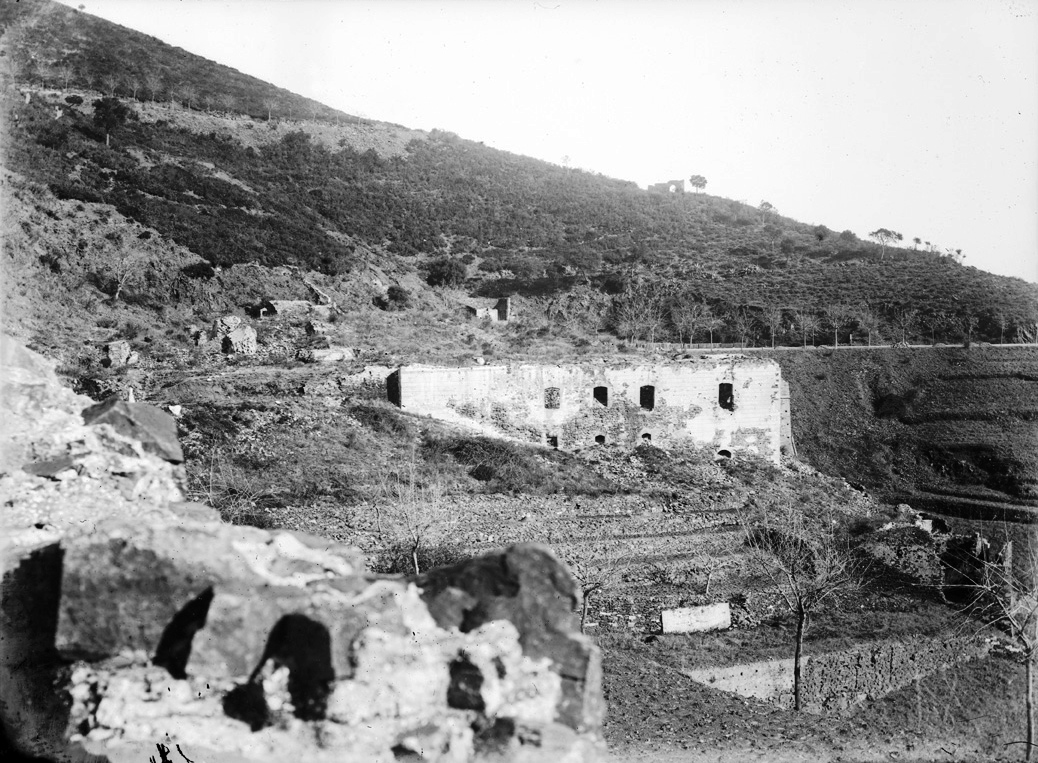
Ruïnes del monestir de Sant Jeroni, cap el 1890, amb la carretera de la Rabassada recent construïda

Al km 2,7 la carretera es va fer passar pel mig de les restes del monestir de Sant Jeroni de la Vall d'Hebron, construït l'any 1393, inicialment per a 8 monjos, que durant segles van ser els únics habitants de la serra. Aquest monjos són els que li van donar el nom a la muntanya del Tibidabo. Al segle XVII va arribar als 10 membres, època en què era visitat per la gent distingida de Barcelona, que s'hi hostatjaven per Nadal i per Setmana Santa. El 1808 les tropes franceses el van incendiar i va quedar destruït en part, biblioteca inclosa, on es conservava un manuscrit de Ramon Llull. En 1821 s'hi van instal·lar els malalts empestats per l'epidèmia de febre groga que es va declarar a Barcelona, i el 1834 per als de l'epidèmia de còlera. El juliol de 1835 uns milicians es van presentar al monestir i van saquejar el que van poder i després el van incendiar. Definitivament va quedar abandonat. La construcció de la carretera i posteriorment d'una benzinera van esborrar les restes del monestir, del que només en queda un mur al costat de la carretera.

## Revolt de la Paella

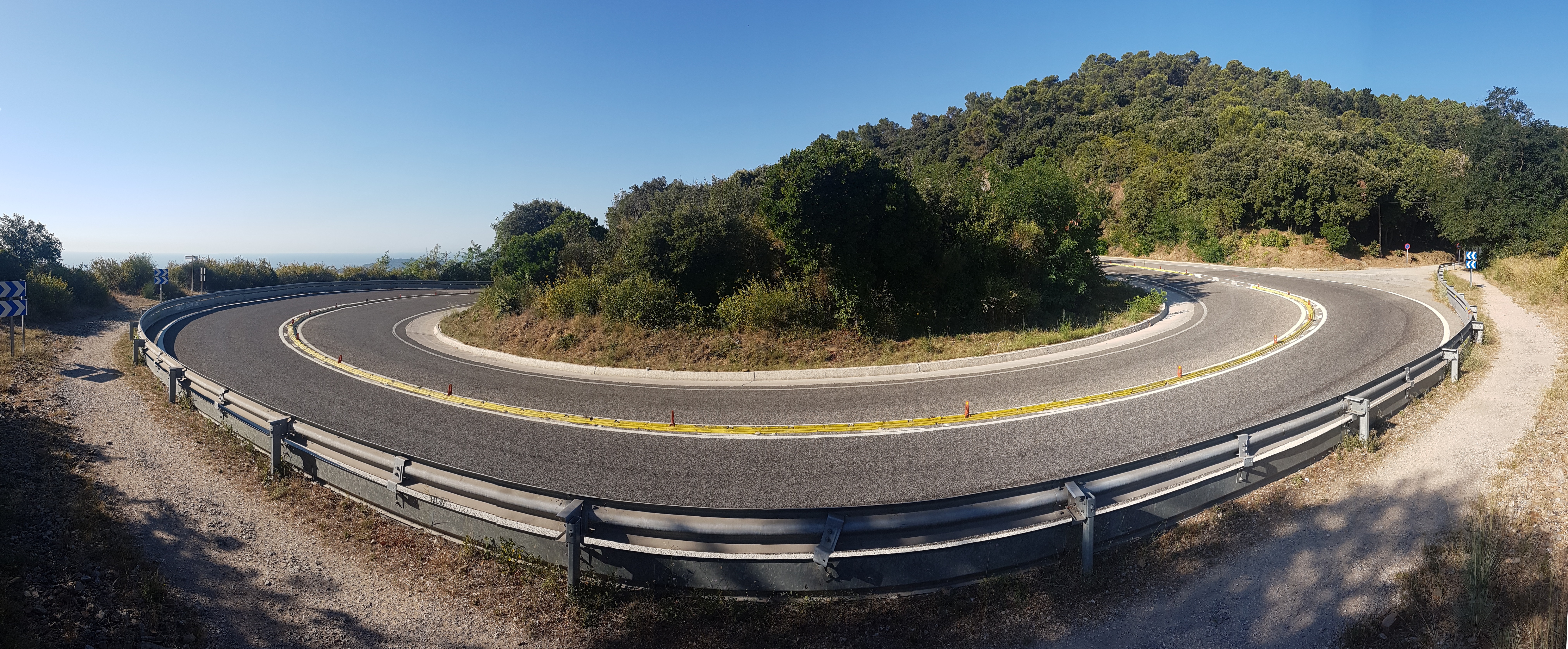
Revolt de la Paella

Al km 3,8 de la carretera hi ha el revolt de la Paella, el més tancat (uns 200º) de tota la carretera. Està a 352 m sobre el nivell del mar, just per sobre del barri de Montbau, i per sota del turó de la Font Groga, de la serra d'Agudells. Al fons del vessant NO del revolt hi ha la font de la Llet que a mitjans del segle XX pujaven a buscar aigua per les seves suposades virtuts medicinals. Prop de la font hi ha l'ermita de Sant Cebrià i de Santa Justina, lloc de tradició antiga d'aplecs i festes populars.
Al començament de la guerra civil espanyola, en aquest revolt van ser assassinats capellans i altres civils de dretes a mans dels milicians. Un dels personatges assassinats a la carretera de la Rabassada va ser Josep Maria Planes i Martí, periodista, director de la revista satírica El be negre, i del magazine Imatges. Planes va publicar a la revista La Publicitat la sèrie de reportatges 'Els gàngsters de Barcelona' denunciant els mètodes de la CNT-FAI, i en esclatar la guerra els milicians anarquistes el van buscar i el van assassinar a la Rabassada el 24 d'agost de 1936.
Una llegenda urbana, recollida per Joan de Déu Prats al llibre Llegendes de Barcelona, parla de "La noia del revolt", que va morir d'accident al revolt de la Paella.
En aquest revolt arrenca un tram del Passeig de les Aigües, pista forestal (B01) que, passant pel Centre d'Acollida d'Animals de Companyia de Barcelona, i prop del turó de la Magarola (punt d'observació ornitològica), arriba a la carretera d'Horta a Cerdanyola (BV-1415). Des del 2014 hi ha un projecte, que no s'ha realitzat encara, d'ampliar la carretera amb un carril de vianants i bicicletes des del Revolt de la Paella fins al revolt de la Font del Bacallà, per tal d'unir els 2 trams de la carretera de les Aigües, que passaria a ser un sol vial de 21 km de llargada.

## Mirador de la Rabassada

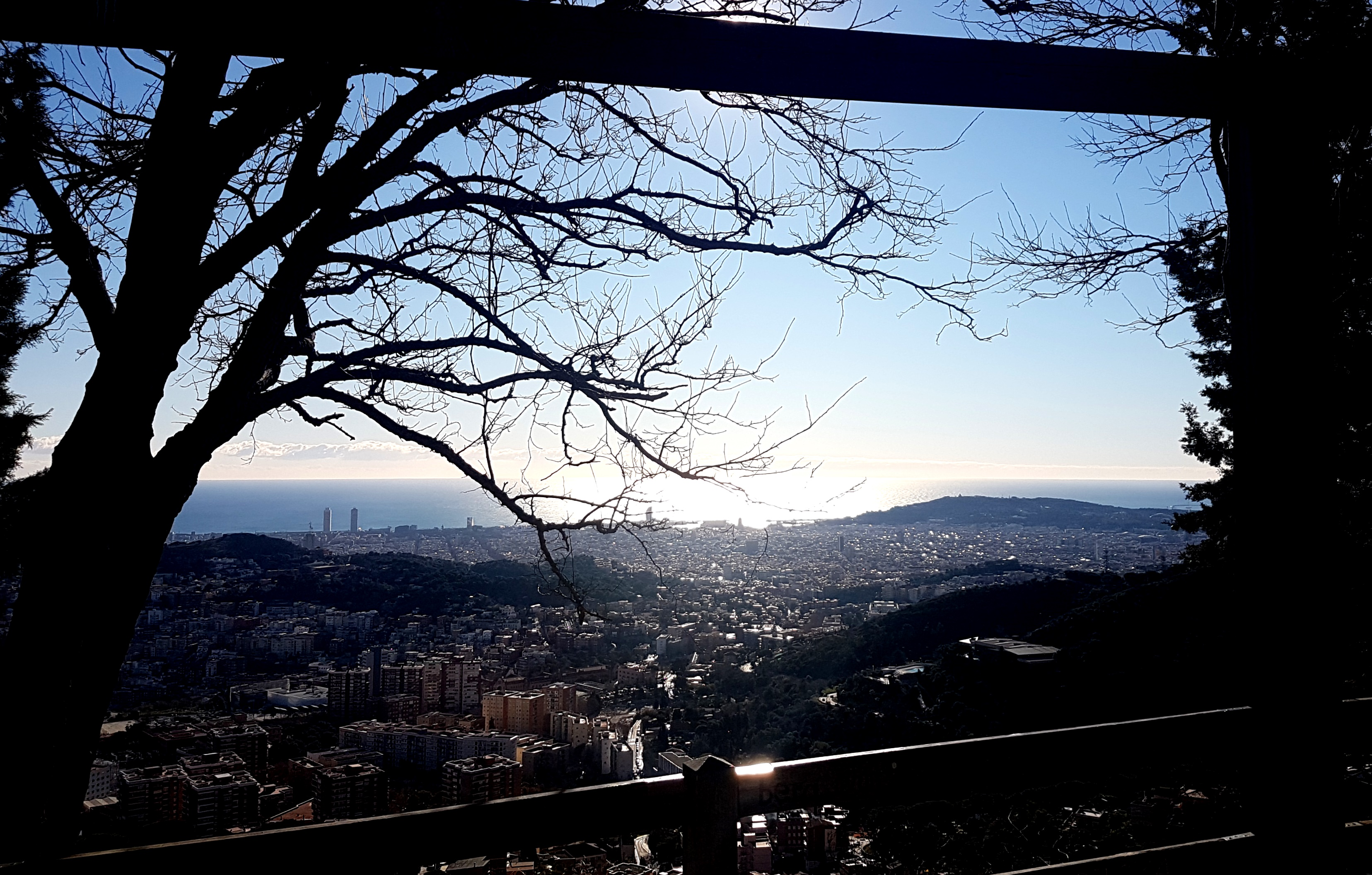
Vista de Barcelona des del mirador de la Rabassada

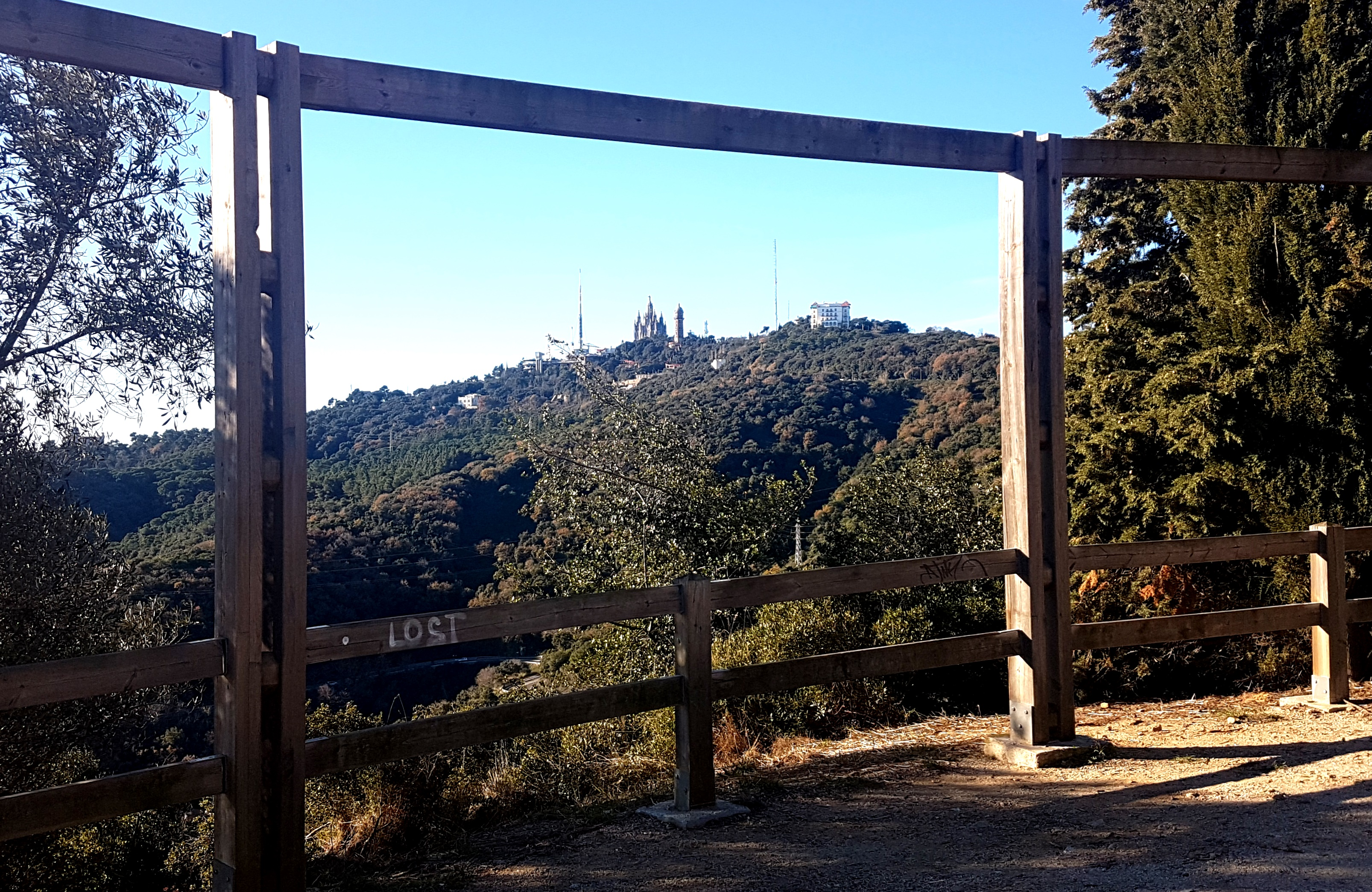
Vista del Tibidabo des del mirador de la Rabassada

Al km 4,5 de la carretera hi ha el mirador de la Rabassada. Està a una altitud de 376,6 m sobre el nivell del mar. Consisteix en una esplanada al costat de la carretera, delimitada per uns pòrtics de fusta que emmarquen la panoràmica de la ciutat de Barcelona. Disposa aproximadament de 24 places d'aparcament i de bancs de fusta per poder seure i contemplar les magnífiques vistes que ofereix, tant de dia com de nit, i és molt recomanable la seva visita turística. Es poden veure edificis emblemàtics com la Sagrada Família, la Catedral, la torre AGBAR… I mirant cap al sud-oest veiem el Tibidabo, la Torre de Collserola i l'Observatori Fabra.
El mirador era un punt de trobada tradicional dels motoristes. Des del novembre de 2020 l'Ajuntament de Barcelona va tancar l'accés del públic al mirador per a evitar aglomeracions.

## Coll de l'Erola
Al km 5 la carretera creua el coll de l'Erola, antigament anomenat coll Cerola, a una altitud de 396 m sobre el nivell del mar. Aquest coll, a la divisòria dels vessants barceloní i vallesà, entre el turó del Tibidabo a l'oest i la serra d'Agudells a l'est, dona nom a la serra de Collserola. Aquí es va construir la urbanització Vista Rica, amb el Centre d'Acollida els Llimoners des del 1995.

## Mirador de la Font Groga
Al km 5,7 de la carretera hi ha el mirador de la Font Groga. Està a una altitud de 416,1 m sobre el nivell del mar. Es troba a la capçalera de la vall de Sant Medir, sobre la Font Groga. Està format per dos espais encadenats on hi ha bancs i arbres de diverses espècies. És fruit de la restauració dels marges de carretera realitzada el 1989. Disposa de 24 places d'aparcament. Rodejat de vegetació frondosa amb boscos d'alzines, roures i pins, les vistes abarquen el Vallès, des de Badia fins a Terrassa i Sant Llorenç del Munt.

## Can Ribes

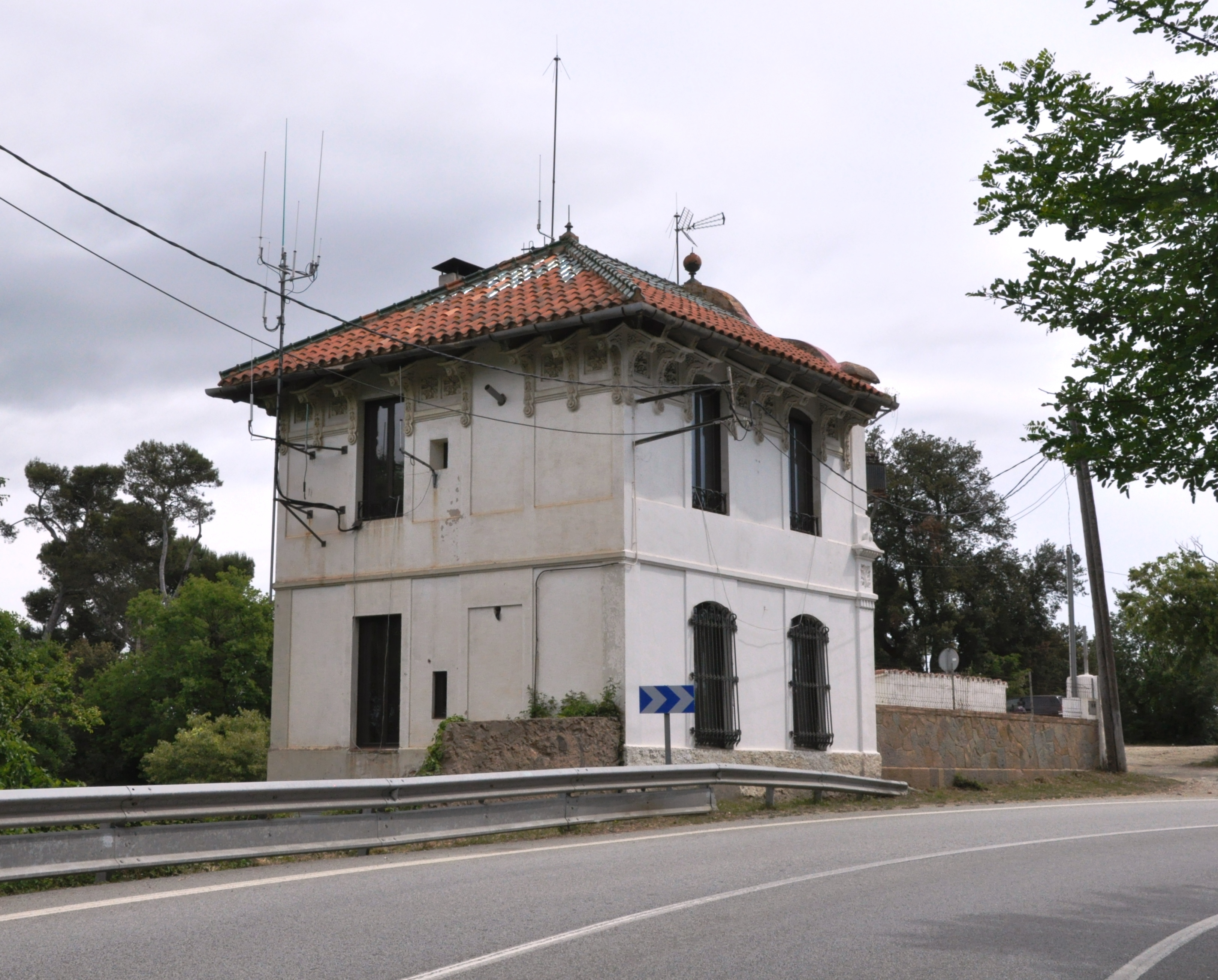
Antiga casa del guarda de la finca Can Ribes

Al km 6,2 de la carretera hi ha l'antiga casa del guarda de la finca de Can Ribes (o Can Ribas), construïda el 1908 per l'arquitecte Emili Sala i Cortés, d'estil entre l'eclecticisme i el modernisme. Actualment és la seu dels ADF (Agrupació de Defensa Forestal) de Sant Cugat, i la temporada d'estiu és també el parc d'estiu dels Bombers del parc de Rubí/Sant Cugat, que hi destinen una dotació amb una autobomba forestal.

## Casino de la Rabassada

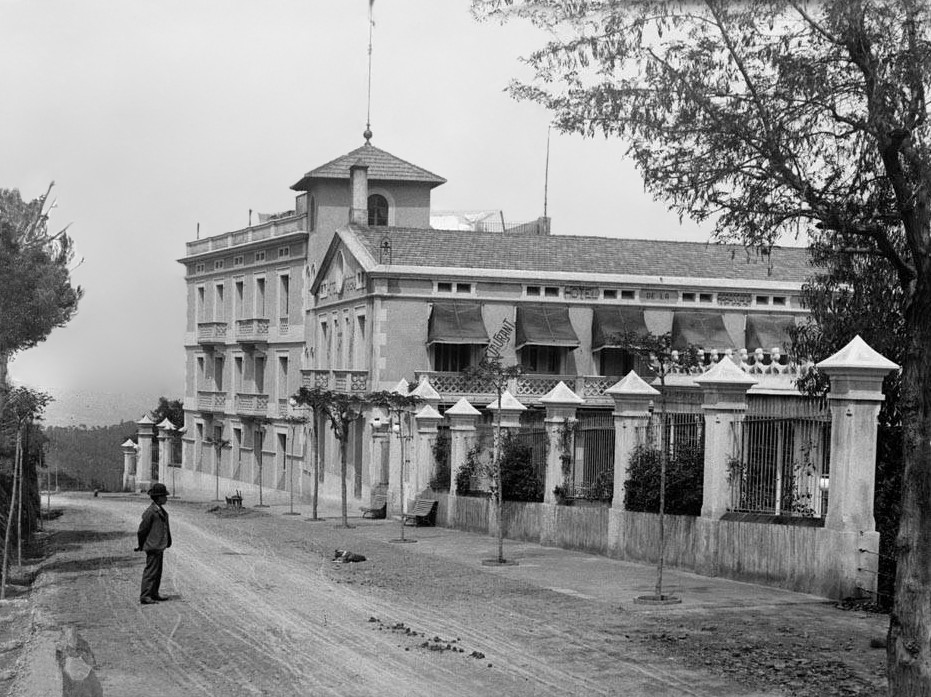
La carretera i el Gran Hotel de la Rabassada, el 1902

L'any 1899 es va construir al km 6,6 de la carretera el Gran Hotel de la Rabassada, que s'amplià el 1911 amb la construcció d'un casino i un parc d'atraccions. Aquest majestuós casino va ser el símbol del luxe d'una ciutat en plena expansió econòmica. No li faltava de res i fins i tot tenia el seu propi parc d'atraccions, restaurant amb amplis menjadors i xefs vinguts de París, orquestra, hotel amb habitacions de luxe, salons recreatius, oratori públic i grandiosos jardins amb vegetació exòtica procedent de diversos llocs del planeta. També s'hi va fer arribar el tramvia de la Rabassada des de Barcelona. El Casino va aconseguir un gran renom com a centre de joc de la ruleta, i al parc d'atraccions hi destacava la muntanya russa que discorria, en una gran part del trajecte, per llargs túnels soterrats, alguns dels quals encara es conserven força bé.
El 1912 va començar el declivi del conjunt, amb la prohibició del joc. Va agafar una certa embranzida amb motiu de l'Exposició Internacional de 1929, però el general Primo de Rivera va tornar a prohibir el joc aquell mateix any, la qual cosa va provocar el tancament progressiu de totes les activitats fins que el 1930 es clausurava definitivament el restaurant. Durant la guerra civil espanyola es va fer servir primer com a refugi contra els bombardejos i després com a quarter de carrabiners. Les instal·lacions es van enderrocar l'any 1940, i avui dia tan sols queden dempeus restes de parets i columnes.